# Epilohmannia daghestanica
Epilohmannia daghestanica är en kvalsterart som beskrevs av Karppinen och Shtanchaeva 1987. Epilohmannia daghestanica ingår i släktet Epilohmannia och familjen Epilohmanniidae. Inga underarter finns listade i Catalogue of Life.